# Qualificazione Olimpica FIBA 2020 - Torneo maschile
Il torneo maschile di Qualificazione Olimpica FIBA 2020 (noto in inglese come Olympic Qualifying Tournament 2020) si svolge dal 29 giugno al 4 luglio 2021. Originariamente previsto dal 23 al 28 giugno 2020, è stato rinviato a causa della pandemia di COVID-19.

## Regolamento
Sono stati organizzati quattro tornei differenti, che si svolgono in altrettante città: Victoria, Spalato, Kaunas e Belgrado.
Si qualificano ai Giochi olimpici le squadre vincitrici di ciascun torneo.

## Squadre partecipanti
FIBA Africa
- Tunisia
- Angola (WC)
- Senegal (WC)[2]

FIBA Americas
- Brasile
- Venezuela
- Porto Rico
- Rep. Dominicana
- Canada
- Messico (WC)
- Uruguay (WC)

FIBA Europe
- Serbia
- Rep. Ceca
- Polonia
- Lituania
- Italia
- Grecia
- Russia
- Germania
- Turchia
- Croazia (WC)
- Slovenia (WC)

FIBA Asia e FIBA Oceania
- Corea del Sud (WC)
- Cina (WC)
- Filippine (WC)

## Risultati

### Torneo di Victoria

#### Gruppo A
| Pos | Squadra    | G | V | P | PF  | PS  | DP  | Pt | Qualificazione               |
| --- | ---------- | - | - | - | --- | --- | --- | -- | ---------------------------- |
| 1   | Canada (H) | 2 | 2 | 0 | 206 | 170 | +36 | 4  | Qualificate alla fase finale |
| 2   | Grecia     | 2 | 1 | 1 | 196 | 177 | +19 | 3  | Qualificate alla fase finale |
| 3   | Cina       | 2 | 0 | 2 | 159 | 214 | −55 | 2  |                              |

| Arbitri: | Antonio Conde Steven Anderson Luis Castillo |

|                                                 |            |                                           |
| Mītoglou 14 Calathes, Sloukas 12 Papagiannīs 11 | Punti      | 23 Wiggins 22 Barrett 18 Alexander-Walker |
| Calathes 9                                      | Assist     | 6 Joseph                                  |
| Mītoglou 10                                     | Rimbalzi   | 7 Powell                                  |
| Rick Pitino                                     | Allenatori | Nick Nurse                                |

| Arbitri: | Aleksandar Glišić Leandro Lezcano Luis Castillo |

|                                    |            |                        |
| Wiggins 20 Barrett 16 Nicholson 14 | Punti      | 24 Hu 12 Qi Z. 11 Shen |
| Joseph 7                           | Assist     | 5 Zhao                 |
| Powell 9                           | Rimbalzi   | 8 Shen                 |
| Nick Nurse                         | Allenatori | Du Feng                |

| Arbitri: | Antonio Conde Luis Castillo Ahmed Al-Shuwaili |

|                        |            |                                                  |
| Hu 16 Qi Z. 15 Qian 14 | Punti      | 21 Larentzakīs 14 Sloukas 12 Kaselakīs, Mītoglou |
| Hu 5                   | Assist     | 8 Calathes                                       |
| Qi Z. 10               | Rimbalzi   | 7 Mītoglou                                       |
| Du Feng                | Allenatori | Rick Pitino                                      |

#### Gruppo B
| Pos | Squadra   | G | V | P | PF  | PS  | DP  | Pt | Qualificazione               |
| --- | --------- | - | - | - | --- | --- | --- | -- | ---------------------------- |
| 1   | Turchia   | 2 | 2 | 0 | 182 | 156 | +26 | 4  | Qualificate alla fase finale |
| 2   | Rep. Ceca | 2 | 1 | 1 | 150 | 166 | −16 | 3  | Qualificate alla fase finale |
| 3   | Uruguay   | 2 | 0 | 2 | 165 | 175 | −10 | 2  |                              |

| Arbitri: | Aleksandar Glišić Leandro Lezcano Ahmed Al-Shuwaili |

|                                  |            |                                  |
| Granger 25 Calfani 16 Batista 12 | Punti      | 27 Osman 15 Şengün 10 Mahmutoğlu |
| Granger 10                       | Assist     | 5 Tuncer                         |
| Calfani 8                        | Rimbalzi   | 9 Osman                          |
| Rubén Magnano                    | Allenatori | Orhun Ene                        |

| Arbitri: | Antonio Conde Steven Anderson Boris Krejić |

|                                      |            |                                 |
| Korkmaz 20 Mahmutoğlu 13 İlyasova 12 | Punti      | 15 Satoranský 13 Veselý 10 Auda |
| Osman 6                              | Assist     | 6 Satoranský                    |
| Şengün, Yurtseven 7                  | Rimbalzi   | 11 Veselý                       |
| Orhun Ene                            | Allenatori | Ronen Ginzburg                  |

| Arbitri: | Steven Anderson Aleksandar Glišić Boris Krejić |

|                                   |            |                                              |
| Satoranský 19 Šiřina 17 Balvín 12 | Punti      | 22 Fitipaldo, Granger 12 Véscovi 9 Wachsmann |
| Satoranský 8                      | Assist     | 7 Granger                                    |
| Balvín 11                         | Rimbalzi   | 7 Granger                                    |
| Ronen Ginzburg                    | Allenatori | Rubén Magnano                                |

#### Fase finale
|  | Semifinali | Semifinali | Semifinali |        |    | Finale    | Finale | Finale |  |
|  |            |            |            |        |    |           |        |        |  |
|  | A1         | Canada     | 101        |        |    |           |        |        |  |
|  | A1         | Canada     | 101        |        |    |           |        |        |  |
|  | B2         | Rep. Ceca  | 103        |        |    |           |        |        |  |
|  | B2         | Rep. Ceca  | 103        |        | B2 | Rep. Ceca | 97     |        |  |
|  |            |            |            |        | B2 | Rep. Ceca | 97     |        |  |
|  |            |            | A2         | Grecia | 72 |           |        |        |  |
|  | B1         | Turchia    | A2         | Grecia | 72 | 63        |        |        |  |
|  | B1         | Turchia    |            |        |    |           |        |        |  |
|  | A2         | Grecia     | 81         |        |    |           |        |        |  |

##### Semifinali
| Arbitri: | Aleksandar Glišić Leandro Lezcano Luis Castillo |

|                                           |            |                                 |
| Barrett 23 Wiggins 22 Alexander-Walker 21 | Punti      | 31 Schilb 18 Satoranský 16 Auda |
| Barrett 6                                 | Assist     | 7 Schilb                        |
| Lyles 11                                  | Rimbalzi   | 19 Balvín                       |
| Nick Nurse                                | Allenatori | Ronen Ginzburg                  |

| Arbitri: | Antonio Conde Steven Anderson Boris Krejić |

|                               |            |                                                    |
| Korkmaz 20 Şengün 12 Tuncer 8 | Punti      | 18 Calathes 15 Sloukas 14 Larentzakīs, Papagiannīs |
| Osman 3                       | Assist     | 9 Sloukas                                          |
| Osman 7                       | Rimbalzi   | 13 Papagiannīs                                     |
| Orhun Ene                     | Allenatori | Rick Pitino                                        |

##### Finale
| Arbitri: | Antonio Conde Steven Anderson Boris Krejić |

|                              |            |                                                    |
| Auda 20 Veselý 16 Bohačík 15 | Punti      | 14 Papagiannīs 12 Larentzakīs, Mītoglou 11 Sloukas |
| Šiřina 6                     | Assist     | 3 Calathes, Katsivelīs                             |
| Veselý 9                     | Rimbalzi   | 4 Mītoglou, Rogkavopoulos                          |
| Ronen Ginzburg               | Allenatori | Rick Pitino                                        |

### Torneo di Spalato

#### Gruppo A
| Pos | Squadra  | G | V | P | PF  | PS  | DP  | Pt | Qualificazione               |
| --- | -------- | - | - | - | --- | --- | --- | -- | ---------------------------- |
| 1   | Germania | 2 | 2 | 0 | 151 | 143 | +8  | 4  | Qualificate alla fase finale |
| 2   | Messico  | 2 | 1 | 1 | 148 | 146 | +2  | 3  | Qualificate alla fase finale |
| 3   | Russia   | 2 | 0 | 2 | 131 | 141 | −10 | 2  |                              |

| Arbitri: | Matthew Kallio Eddie Viator Takaki Kato |

|                                 |            |                          |
| Saibou 17 Bonga 13 Obst, Wagner | Punti      | 30 Cruz 18 Ayón 9 Jaimes |
| Voigtmann 5                     | Assist     | 15 Ayón                  |
| Voigtmann 10                    | Rimbalzi   | 6 Cruz, Stoll            |
| Henrik Rödl                     | Allenatori | Omar Quintero            |

| Arbitri: | Jorge Vázquez Eddie Viator Rabah Noujaim |

|                                       |            |                                           |
| Cruz 21 Ayón, Stoll 11 Girón, Ramos 7 | Punti      | 13 Antonov 11 Voroncevič 7 Kulagin, Uchov |
| Ayón 6                                | Assist     | 6 Voroncevič                              |
| Jaimes 9                              | Rimbalzi   | 8 Voroncevič                              |
| Omar Quintero                         | Allenatori | Sergej Bazarevič                          |

| Arbitri: | Jorge Vázquez Michael Weiland Takaki Kato |

|                                                                               |            |                                          |
| Voroncevič 17 Antonov 9 Baburin, Kardanakhishvili, Motovilov, Mozgov, Uchov 6 | Punti      | 13 Voigtmann 12 Wagner 11 Giffey, Saibou |
| Astapkovič 4                                                                  | Assist     | 3 Benzing, Saibou                        |
| Antonov 8                                                                     | Rimbalzi   | 7 Voigtmann                              |
| Sergej Bazarevič                                                              | Allenatori | Henrik Rödl                              |

#### Gruppo B
| Pos | Squadra     | G | V | P | PF  | PS  | DP  | Pt | Qualificazione               |
| --- | ----------- | - | - | - | --- | --- | --- | -- | ---------------------------- |
| 1   | Brasile     | 2 | 2 | 0 | 177 | 124 | +53 | 4  | Qualificate alla fase finale |
| 2   | Croazia (H) | 2 | 1 | 1 | 142 | 164 | −22 | 3  | Qualificate alla fase finale |
| 3   | Tunisia     | 2 | 0 | 2 | 127 | 158 | −31 | 2  |                              |

| Arbitri: | Ademir Zurapović Jorge Vázquez Michael Weiland |

|                               |            |                                     |
| Marnaoui 13 Mejri 12 Abada 10 | Punti      | 15 Benite 11 Hettsheimeir 10 Meindl |
| Abada, el-Mabrouk 4           | Assist     | 8 Yago                              |
| Mejri 7                       | Rimbalzi   | 8 Varejão                           |
| Dirk Bauermann                | Allenatori | Aleksandar Petrović                 |

| Arbitri: | Ademir Zurapović Matthew Kallio Michael Weiland |

|                                      |            |                                        |
| Hettsheimeir 20 Caboclo 17 Meindl 14 | Punti      | 16 Bogdanović 13 Ukić 9 Hezonja, Žižić |
| Huertas 8                            | Assist     | 4 Rogić, Ukić                          |
| Caboclo 8                            | Rimbalzi   | 7 Bilan                                |
| Aleksandar Petrović                  | Allenatori | Veljko Mršić                           |

| Arbitri: | Eddie Viator Andrés Bartel Rabah Noujaim |

|                                         |            |                                 |
| Hezonja 27 Bogdanović, Žižić 14 Bilan 7 | Punti      | 15 Slimane 14 Marnaoui 13 Mejri |
| Hezonja 3                               | Assist     | 7 Abada                         |
| Žižić 12                                | Rimbalzi   | 7 Slimane                       |
| Veljko Mršić                            | Allenatori | Dirk Bauermann                  |

#### Fase finale
|  | Semifinali | Semifinali | Semifinali |         |    | Finale   | Finale | Finale |  |
|  |            |            |            |         |    |          |        |        |  |
|  | A1         | Germania   | 86         |         |    |          |        |        |  |
|  | A1         | Germania   | 86         |         |    |          |        |        |  |
|  | B2         | Croazia    | 76         |         |    |          |        |        |  |
|  | B2         | Croazia    | 76         |         | A1 | Germania | 75     |        |  |
|  |            |            |            |         | A1 | Germania | 75     |        |  |
|  |            |            | B1         | Brasile | 64 |          |        |        |  |
|  | B1         | Brasile    | B1         | Brasile | 64 | 102      |        |        |  |
|  | B1         | Brasile    |            |         |    |          |        |        |  |
|  | A2         | Messico    | 74         |         |    |          |        |        |  |

##### Semifinali
| Arbitri: | Ademir Zurapovic Eddie Viator Takaki Kato |

|                            |            |                           |
| Benite 22 Luz 12 Garcia 11 | Punti      | 18 Cruz 16 Ayón 12 Méndez |
| Yago 6                     | Assist     | 7 Stoll                   |
| Meindl, Hettsheimeir 5     | Rimbalzi   | 8 Jaimes                  |
| Aleksandar Petrović        | Allenatori | Omar Quintero             |

| Arbitri: | Matthew Kallio Jorge Vázquez Michael Weiland |

|                         |            |                                           |
| Lô 29 Saibou 13 Obst 11 | Punti      | 38 Bogdanović 14 Hezonja 6 Jordano, Šakić |
| Lô 8                    | Assist     | 3 Hezonja                                 |
| Barthel 6               | Rimbalzi   | 6 Hezonja, Žižić                          |
| Henrik Rödl             | Allenatori | Veljko Mršić                              |

##### Finale
| Arbitri: | Ademir Zurapović Matthew Kallio Michael Weiland |

|                            |            |                                        |
| Wagner 28 Benzing 13 Lô 10 | Punti      | 14 Varejão 10 Garcia 9 Benite, Caboclo |
| Lô 5                       | Assist     | 3 Benite, Huertas                      |
| Voigtmann 11               | Rimbalzi   | 5 Benite, Caboclo                      |
| Henrik Rödl                | Allenatori | Aleksandar Petrović                    |

### Torneo di Kaunas

#### Gruppo A
| Pos | Squadra       | G | V | P | PF  | PS  | DP  | Pt | Qualificazione               |
| --- | ------------- | - | - | - | --- | --- | --- | -- | ---------------------------- |
| 1   | Lituania (H)  | 2 | 2 | 0 | 172 | 122 | +50 | 4  | Qualificate alla fase finale |
| 2   | Venezuela     | 2 | 1 | 1 | 159 | 156 | +3  | 3  | Qualificate alla fase finale |
| 3   | Corea del Sud | 2 | 0 | 2 | 137 | 190 | −53 | 2  |                              |

| Arbitri: | Roberto Vázquez Saverio Lanzarini Yevgeniy Mikheyev |

|                                                    |            |                                  |
| Valančiūnas 20 Kalnietis, Sabonis 12 Giedraitis 10 | Punti      | 11 Cubillán 9 Carrera 8 Guillént |
| Jokubaitis 5                                       | Assist     | 4 Vargas                         |
| Valančiūnas 11                                     | Rimbalzi   | 6 Carrera                        |
| Darius Maskoliūnas                                 | Allenatori | Fernando Duró                    |

| Arbitri: | Juan Fernández Yu Jung Scott Beker |

|                                         |            |                                       |
| Guillent 17 Carrera, Chourio 16 Sojo 13 | Punti      | 18 Lee H. 17 Lee D., Ra 8 Lee S., Yeo |
| Carrera, Cubillán, Sojo, Vargas 4       | Assist     | 8 Lee D.                              |
| Carrera 12                              | Rimbalzi   | 6 Ra                                  |
| Fernando Duró                           | Allenatori | Sang-Hyun Cho                         |

| Arbitri: | Roberto Vázquez Saverio Lanzarini Samir Abaakil |

|                        |            |                                                 |
| Ra 26 Lee H. 11 Yang 6 | Punti      | 15 Valančiūnas 13 Grigonis, Jokubaitis 11 Dimša |
| Lee D., Lee H. 4       | Assist     | 9 Kalnietis                                     |
| Ra 8                   | Rimbalzi   | 13 Valančiūnas                                  |
| Sang-Hyun Cho          | Allenatori | Darius Maskoliūnas                              |

#### Gruppo B
| Pos | Squadra  | G | V | P | PF  | PS  | DP  | Pt | Qualificazione               |
| --- | -------- | - | - | - | --- | --- | --- | -- | ---------------------------- |
| 1   | Slovenia | 2 | 2 | 0 | 230 | 145 | +85 | 4  | Qualificate alla fase finale |
| 2   | Polonia  | 2 | 1 | 1 | 160 | 176 | −16 | 3  | Qualificate alla fase finale |
| 3   | Angola   | 2 | 0 | 2 | 132 | 201 | −69 | 2  |                              |

| Arbitri: | Juan Fernández Manuel Mazzoni Scott Beker |

|                                                |            |                                 |
| Ponitka 22 Slaughter 16 Balcerowski 14         | Punti      | 27 Moreira 11 Ndoniema 7 Bastos |
| Slaughter 6                                    | Assist     | 4 Bastos                        |
| Balcerowski, Michalak, Slaughter, Sokołowski 4 | Rimbalzi   | 7 Moreira                       |
| Mike Taylor                                    | Allenatori | Josep Clarós                    |

| Arbitri: | Roberto Vázquez Manuel Mazzoni Samir Abaakil |

|                               |            |                                              |
| Moreira 15 Buiamba 10 Gakou 9 | Punti      | 16 Dragić 13 Čančar, Dončić 12 Rupnik, Tobey |
| Ndoniema 3                    | Assist     | 9 Dončić                                     |
| Gakou, Moreira 6              | Rimbalzi   | 6 Dimec, Dončić                              |
| Josep Clarós                  | Allenatori | Aleksander Sekulić                           |

| Arbitri: | Juan Fernández Yu Jung Yevgeniy Mikheyev |

|                                 |            |                                                          |
| Dončić 18 Prepelič 17 Hrovat 16 | Punti      | 16 Ponitka 11 Balcerowski, Slaughter 7 Kulig, Sokołowski |
| Dončić 10                       | Assist     | 5 Slaughter                                              |
| Tobey 10                        | Rimbalzi   | 7 Ponitka                                                |
| Aleksander Sekulić              | Allenatori | Mike Taylor                                              |

#### Fase finale
|  | Semifinali | Semifinali | Semifinali |          |    | Finale   | Finale | Finale |  |
|  |            |            |            |          |    |          |        |        |  |
|  | A1         | Lituania   | 88         |          |    |          |        |        |  |
|  | A1         | Lituania   | 88         |          |    |          |        |        |  |
|  | B2         | Polonia    | 69         |          |    |          |        |        |  |
|  | B2         | Polonia    | 69         |          | A1 | Lituania | 85     |        |  |
|  |            |            |            |          | A1 | Lituania | 85     |        |  |
|  |            |            | B1         | Slovenia | 96 |          |        |        |  |
|  | B1         | Slovenia   | B1         | Slovenia | 96 | 98       |        |        |  |
|  | B1         | Slovenia   |            |          |    |          |        |        |  |
|  | A2         | Venezuela  | 70         |          |    |          |        |        |  |

##### Semifinali
| Arbitri: | Roberto Vázquez Yu Jung Saverio Lanzarini |

|                              |            |                                          |
| Tobey 27 Dončić 23 Dragić 12 | Punti      | 16 Carrera, Chourio 10 Cubillán 9 Vargas |
| Dončić 13                    | Assist     | 3 Guillent, Vargas                       |
| Tobey 12                     | Rimbalzi   | 6 Carrera                                |
| Aleksander Sekulić           | Allenatori | Fernando Duró                            |

| Arbitri: | Juan Fernández Manuel Mazzoni Scott Beker |

|                                        |            |                                                     |
| Sabonis 17 Valančiūnas 15 Kalnietis 14 | Punti      | 19 Slaughter 10 Balcerowski, Garbacz, Ponitka 7 Cel |
| Kalnietis 4                            | Assist     | 3 Balcerowski, Cel, Ponitka, Slaughter              |
| Sabonis, Valančiūnas 8                 | Rimbalzi   | 3 Balcerowski, Hrycaniuk                            |
| Darius Maskoliūnas                     | Allenatori | Mike Taylor                                         |

##### Finale
| Arbitri: | Roberto Vázquez Juan Fernández Manuel Mazzoni |

|                                                                |            |                               |
| Butkevičius, Kalnietis, Valančiūnas 14 Bendžius 11 Grigonis 10 | Punti      | 31 Dončić 18 Čančar 16 Blažič |
| Grigonis 6                                                     | Assist     | 13 Dončić                     |
| Sabonis, Valančiūnas 6                                         | Rimbalzi   | 11 Dončić                     |
| Darius Maskoliūnas                                             | Allenatori | Aleksander Sekulić            |

### Torneo di Belgrado

#### Gruppo A
| Pos | Squadra         | G | V | P | PF  | PS  | DP  | Pt | Qualificazione               |
| --- | --------------- | - | - | - | --- | --- | --- | -- | ---------------------------- |
| 1   | Serbia (H)      | 2 | 2 | 0 | 177 | 152 | +25 | 4  | Qualificate alla fase finale |
| 2   | Rep. Dominicana | 2 | 1 | 1 | 170 | 161 | +9  | 3  | Qualificate alla fase finale |
| 3   | Filippine       | 2 | 0 | 2 | 143 | 177 | −34 | 2  |                              |

| Arbitri: | Guilherme Locatelli Mārtiņš Kozlovskis Georgios Poursanidis |

|                                   |            |                                    |
| Liz, Torres 16 Solano 10 Araújo 9 | Punti      | 18 Marjanović 17 Petrušev 16 Micić |
| Solano, Torres 4                  | Assist     | 6 Teodosić                         |
| Liz 9                             | Rimbalzi   | 10 Marjanović                      |
| Melvyn López                      | Allenatori | Igor Kokoškov                      |

| Arbitri: | Yohan Rosso Omar Bermúdez James Boyer |

|                                     |            |                                              |
| Marjanović 25 Dobrić 16 Teodosić 13 | Punti      | 17 Kouame 13 Heading 10 Balthazar, Balthazar |
| Teodosić 6                          | Assist     | 6 Belangel                                   |
| Marjanović 10                       | Rimbalzi   | 7 Kouame                                     |
| Igor Kokoškov                       | Allenatori | Tab Baldwin                                  |

| Arbitri: | Guilherme Locatelli Mārtiņš Kozlovskis Kingsley Ojeaburu |

|                              |            |                            |
| Heading 16 Kouame 10 Sotto 8 | Punti      | 23 Liz 21 Solano 20 Torres |
| Belangel 10                  | Assist     | 6 Torres                   |
| Kouame 6                     | Rimbalzi   | 7 Araújo                   |
| Tab Baldwin                  | Allenatori | Melvyn López               |

#### Gruppo B
Il torneo originariamente includeva anche il Senegal, costretto però al ritiro a causa delle numerose positività al COVID-19. Nel gruppo B pertanto si è disputato soltanto un incontro in gara secca tra Porto Rico e Italia: la vincitrice ha incontrato in semifinale la seconda classificata del gruppo A, la perdente la prima classificata.
| Arbitri: | Yohan Rosso Omar Bermúdez Yener Yılmaz |

|                                                  |            |                                 |
| Fontecchio, Mannion, Polonara 21 Tonut 9 Ricci 6 | Punti      | 24 Clavell 16 Browne 11 Andújar |
| Mannion 6                                        | Assist     | 16 Browne                       |
| Polonara 11                                      | Rimbalzi   | 9 Browne                        |
| Romeo Sacchetti                                  | Allenatori | Eddie Casiano                   |

#### Fase finale
|  | Semifinali | Semifinali      | Semifinali |        |     | Finale | Finale | Finale |  |
|  |            |                 |            |        |     |        |        |        |  |
|  | A1         | Serbia          | 102        |        |     |        |        |        |  |
|  | A1         | Serbia          | 102        |        |     |        |        |        |  |
|  | B2         | Porto Rico      | 84         |        |     |        |        |        |  |
|  | B2         | Porto Rico      | 84         |        | A1  | Serbia | 95     |        |  |
|  |            |                 |            |        | A1  | Serbia | 95     |        |  |
|  |            |                 | B1         | Italia | 102 |        |        |        |  |
|  | B1         | Italia          | B1         | Italia | 102 | 79     |        |        |  |
|  | B1         | Italia          |            |        |     |        |        |        |  |
|  | A2         | Rep. Dominicana | 59         |        |     |        |        |        |  |

##### Semifinali
| Arbitri: | Guilherme Locatelli Martins Kozlovskis Georgios Poursanidis |

|                                        |            |                                          |
| Fontecchio 17 Tonut 14 Polonara 9      | Punti      | 12 Francis 10 Henriquez 6 Solano, Torres |
| Fontecchio, Melli, Moraschini, Tonut 3 | Assist     | 4 Mendoza, Solano                        |
| Fontecchio, Melli, Polonara 5          | Rimbalzi   | 7 Santos                                 |
| Romeo Sacchetti                        | Allenatori | Melvyn López                             |

| Arbitri: | Yohan Rosso Omar Bermúdez Yener Yılmaz |

|                                          |            |                                  |
| Micić 21 Bjelica 18 Anđušić, Petrušev 15 | Punti      | 23 Piñeiro 20 Conditt 17 Clavell |
| Teodosić 10                              | Assist     | 10 Browne                        |
| Petrušev 8                               | Rimbalzi   | 5 Browne                         |
| Igor Kokoškov                            | Allenatori | Eddie Casiano                    |

##### Finale
| Arbitri: | Guilherme Locatelli Yohan Rosso Mārtiņš Kozlovskis |

|                                  |            |                                      |
| Anđušić 27 Petrušev 22 Dobrić 17 | Punti      | 24 Mannion 22 Polonara 21 Fontecchio |
| Teodosić 5                       | Assist     | 6 Pajola                             |
| Kalinić 6                        | Rimbalzi   | 12 Polonara                          |
| Igor Kokoškov                    | Allenatori | Romeo Sacchetti                      |

## Squadre qualificate
| Germania | Italia | Rep. Ceca | Slovenia |